# Kleimachos
Kleimachos (Κλείμαχος) war ein attischer Töpfer, der in der zweiten Hälfte des 6. Jahrhunderts v. Chr. tätig war.
Kleimachos ist nur aufgrund einer Signatur auf einer fragmentarisch erhaltenen Amphora des schwarzfigurigen Stils bekannt. Die Fragmente wurden in Eleusis gefunden, wo sie sich auch heute noch befinden.